# Tariq Ramadan

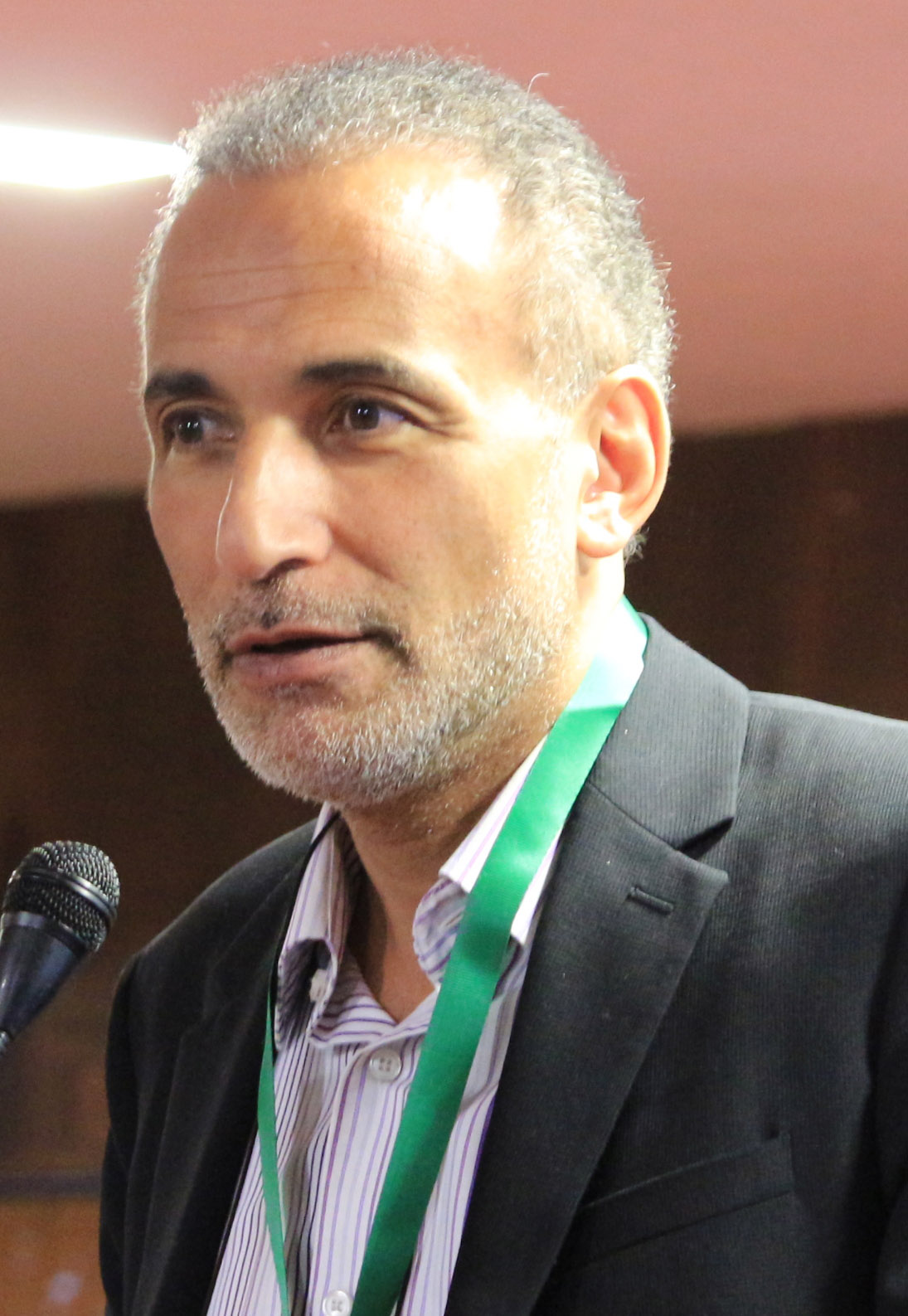
Tariq Ramadan, 2017

Tariq Said Ramadan (ur. 26 sierpnia 1962 w Genewie) – muzułmański teolog, filozof i pisarz polityczny. Szwajcar pochodzenia egipskiego. Wnuk Hasana al-Banny, twórcy Bractwa Muzułmańskiego. Propagator idei umiarkowanego, reformistycznego "euroislamu". Określa się sam jako "salaficki reformista". Wykładał m.in. na Uniwersytecie Oksfordzkim i Uniwersytecie we Fryburgu.
Od listopada 2017 przebywał na bezterminowym urlopie w pracy wykładowcy na uniwersytecie w Oksfordzie z powodu licznych oskarżeń o molestowanie seksualne. W lutym 2018 oficjalnie postawiono mu zarzut zgwałcenia dwóch kobiet i umieszczono w więzieniu we Fresnes pod Paryżem w oczekiwaniu na proces. Ramadan zaprzeczał stawianym mu zarzutom i oskarżył kobiety o zniesławienie. Opuścił więzienie w listopadzie 2018 po wpłaceniu kaucji w wysokości 300 tys. euro i przekazaniu swojego paszportu.